# Andreea Isărescu
Florența Andreea Isărescu (Bukarest, 1984. július 3. –) olimpiai és világbajnok román tornász.

## Életpályája
Az Onești Nadia Comăneci Sportlíceumban kezdett tornázni, ahol edzői Aurica és Dan Nistor voltak. 1996-ban lett a román junior, 1998-ban pedig az olimpiai válogatott tagja, itt az Octavian Bellu vezette csapat edzette.
Első jelentős eredményeit 1998-ban a szentpétervári junior Európa-bajnokságon érte el, aranyérmet szerezve talajon, továbbá három ezüstöt egyéni összetettben, ugrásban és a csapattal.
2000-ben a párizsi Európa-bajnokságon a csapattal lett  bronzérmes.
Világbajnoki címét szintén a csapattal szerezte 1999-ben Tiencsinben.
A 2000. évi nyári olimpiai játékokon Sydney-ben ugyancsak a csapattal lett aranyérmes.
1999-ben Déva városa díszpolgárává avatta.
2000-ben Kiváló Sportolói címmel, valamint Nemzeti Érdemrenddel is kitüntették.